# Góndola (mantenimiento de fachadas)
Una góndola para mantenimiento de fachadas es una plataforma suspendida, prevista para instalarse de forma permanente y dedicada a solucionar los accesos a las fachadas de los edificios. Las góndolas están formadas por una plataforma que suspende de una estructura provista de distintos movimientos, para acceder a todos los puntos de la fachada de un edificio, para realizar trabajos de mantenimiento y limpieza.
La góndola o B.M.U. (Unidad de mantenimiento de edificios) resulta muy útil y eficaz a la hora de mantener las fachadas con gran recorrido vertical o altura, dado que sus diseños y características son personalizadas, según las necesidades del edificio en cuestión para el cual han sido diseñadas, fabricadas e instaladas.
La norma que regula las góndolas para mantenimiento de fachadas es la norma europea UNE EN 1808:2016 la cual especifica los requisitos de seguridad para plataformas suspendidas de nivel variable (SAE). En esta norma europea se especifican el cálculo de diseño, los criterios de estabilidad, los criterios de construcción, los requisitos, los métodos de ensayo, el marcado e información que debe facilitar el fabricante / suministrador de las plataformas suspendidas a nivel variable.
Las góndolas para mantenimiento de fachadas están compuestas por una estructura de suspensión y una plataforma suspendida de dicha estructura. 

## Tipos de estructuras de suspensión
Como estructuras de suspensión podemos encontrar:
1) Carro de tejado o Building maintenance unit, BMU
Se trata de una máquina que se encuentra en la cubierta del edificio que se quiere mantener y dispone de un sistema de elevación desde donde se suspende una plataforma de suspensión. Este sistema de elevación permite elevar o descender la plataforma de forma segura. Además, todos los sistemas de elevación disponen de un sistema de frenado de emergencia que fijan la plataforma en una posición fija e impiden su descenso (este sistema de seguridad es exigido por la norma UNE EN 1808:2016).
Las BMU pueden ser fijas y estar fijadas a la cubierta o pueden ser móviles y moverse por toda la cubierta mediante guías o con total libertad. En el caso de las BMU móviles estas pueden rodar sobre un carril de perfiles metálicos, pueden rodar por el hormigón de la cubierta guiadas por un perfil metálico o pueden rodar por la cubierta con total libertad siempre y cuando tengan dispositivos de detección que eviten su golpeo contra otros objetos.
Una BMU suele está compuesta por las ruedas, el bastidor, el mástil o los mástiles, el cajón de maquinaria, el cajón de contrapesos, la pluma o las plumas, la cabeza bipluma y la plataforma de suspensión.
2) Monorail
Se trata de un dispositivo que dispone de un sistema de traslación manual o motorizado que se encuentra suspendido de un carril sobre el cual se desplaza. El carril se encuentra fijado a la cubierta del edificio. Desde el monorail se suspende una plataforma de suspensión la cual incorpora el sistema de elevación que permite elevar o descender la plataforma de forma segura.
3) Pescante fijo o “davit”
Se trata de una estructura en forma de L invertida que se encuentra fijada a la cubierta del edificio. El davit dispone de un mástil y una pluma. El único movimiento que se permite al davit es de rotación de la pluma. Desde la pluma se suspende una plataforma de suspensión la cual incorpora el sistema de elevación que permite elevar o descender la plataforma de forma segura.